# 3,7 cm KwK 36
Il 3,7 cm KwK 36, con KwK stante per Kampfwagenkanone (letteralmente "cannone per veicolo da combattimento"), è stato un cannone da carro armato tedesco da 37 mm usato dalla seconda metà degli anni trenta e nel corso della seconda guerra mondiale principalmente per armare le prime versioni del carro armato medio Panzer III. Era derivato con pochi adattamenti dal cannone anticarro PaK 36 da 37 mm su affusto ruotato.

## Caratteristiche
Il KwK 36 presentava il blocco di chiusura dell'otturatore a scorrimento orizzontale semiautomatico e lo sparo della granata avveniva tramite innesco a percussione; la forza di rinculo era assorbita da un sistema idraulico con molle. Per il puntamento il pezzo era stato dotato di un mirino telescopico TZF 5a. La canna era lunga 1674 mm (ossia 45 calibri - L/45) e la gittata massima era di circa 5.490 metri: la frequenza di tiro poteva raggiungere i 13 colpi al minuto la cui velocità iniziale, a seconda del modello utilizzato, arrivava a 762 m/s. Il KwK 36 montato sul Panzer III Ausf. A godeva di un alzo compreso tra -10° e +20° mentre il brandeggio era ottenuto ruotando la torretta. I dati relativi ad alzo e brandeggio sulle successive versioni non sono noti.
Il cannone nel suo complesso pesava 432 chili.

## Munizioni
- Panzergranate 18 (PzGr. 18) - Proiettile perforante ad alto esplosivo
- Panzergranate 39 (PzGr. 39) - perforante
- Panzergranate 40 (PzGr. 40) - Proiettile perforante decalibrato rigido. Pesante 0,68 chili e con una velocità iniziale di 745 m/s, da 100 metri perforava una lastra d'acciaio spessa 35 mm e inclinata di 30°. Nelle stesse condizioni trapassava 29 mm da 500 metri, 22 mm da 1.000 metri e 20 mm da 1.500 metri.[2]
- 3,7 cm Sprgr.Patr. 34 - alto esplosivo

## Veicoli utilizzatori
- Neubaufahrzeug
- Panzer III dal modello (Ausführung) A all'Ausf. G. Gli ultimi cento Ausf. F e i primi cinquanta Ausf. G lo cambiarono invece con il più potente cannone 5 cm KwK 38 L/42.[1]